# Jonage
Jonage este o comună în departamentul Rhône din sud-estul Franței. În 2009 avea o populație de 5.812 de locuitori.

## Evoluția populației
| An        | 1975  | 1982  | 1990  | 1999  | 2006  | 2009  |
| --------- | ----- | ----- | ----- | ----- | ----- | ----- |
| Populație | 2.206 | 2.938 | 5.076 | 5.363 | 5.729 | 5.812 |